# Zygophyllum kaschgaricum
Zygophyllum kaschgaricum är en pockenholtsväxtart som beskrevs av A. Boriss.. Zygophyllum kaschgaricum ingår i släktet Zygophyllum och familjen pockenholtsväxter. Inga underarter finns listade i Catalogue of Life.